# Памятник герою-спасателю
Памятник «Герою-спасателю» установлен в Донецке в Ленинском районе на площади перед пожарной частью № 2.
Памятник был открыт 14 сентября 2006 года за два дня до празднования Дня работников гражданской защиты.
Монумент представляет собой пятиметровую фигуру спасателя на фоне семиметровой стелы. На стеле изображены театры, музеи, облгосадминистрация и прочие здания Донецка. Спасатель как бы защищает грудью Донецк, его решимость выражают напряжённая поза и твёрдый взгляд. В основание монумента заложена капсула с посланием потомкам, которую нужно будет открыть через 50 лет после открытия памятника.
Автор памятника скульптор Виктор Фёдорович Пискун, с сыновьями Фёдором и Владимиром. Памятник создан по инициативе главного управления МЧС Украины в Донецкой области. Строительство производилось за счёт спонсорских средств предприятий и организаций области, а также подразделений Главного управления МЧС в Донецкой области.
Первоначально планировалось создать памятник пожарному. Но пожарная охрана и войска гражданской обороны были объединены в аварийно-спасательную службу и появился собирательный образ героя-спасателя.